# Токро каштановий
Токро каштановий (Odontophorus hyperythrus) — вид куроподібних птахів родини токрових (Odontophoridae).

## Поширення
Ендемік Колумбії. Трапляється на обох схилах Західних та Центральних Анд на висоті 1600-2700 метрів на рівнем моря. Природним середовищем існування є субтропічний або тропічний вологий гірський ліс.

## Опис
Птахи завдовжки 25-27 см. Навколо ока ділянка оголеної шкіри та біла ободокулярна лінія; оперення на спині коричневе з чорними смугами; чорні плями на лопатках та сірі відтінки на потилиці та крилах; самець має грубі червонувато-коричневі щоки та нижню частину; самиця має сірувато-коричневі груди і живіт. 